# Matthias Hofmann
Matthias Hofmann (* 1974 in Mainz) ist ein deutscher Alternativschulpädagoge, Mediator, Verleger und Autor.

## Leben
1995 machte Hofmann sein Abitur und studierte nach dem Zivildienst Erziehungswissenschaften an der Johannes Gutenberg-Universität Mainz. Während und nach dem Studium arbeitete er unter anderem als Sozialarbeiter, Nachhilfelehrer, Sonderpädagoge und als Jugendpfleger. Von 2004 bis 2014 arbeitete er als Lehrer in Freien Alternativschulen. 2011 bis 2013 war Matthias Hofmann im Vorstand des Bundesverbandes der Freien Alternativschulen (BFAS) tätig. Er begleitet Gründungsinitiativen von Alternativschulen in konzeptionellen Fragen. Von 2013 bis 2018 war er Lehrbeauftragter an der Alice Salomon Hochschule Berlin im Fachbereich Erziehung und Bildung.
Matthias Hofmann verfasst Bücher und Fachartikel zu den Themen Alternativschulen und Kurdistan. Er ist Mitbegründer der Initiative 'Eine Schule für Kobane', die sich zum Ziel gesetzt hat, den Wiederaufbau des Bildungsbereiches in der nordsyrischen Stadt Kobanê in Westkurdistan / Rojava zu unterstützen.
Im Jahr 2020 gründete er den tîr-verlag, in dem Bücher zu kurdischen Themen (zum Teil mehrsprachig) erscheinen.
Matthias Hofmann ist Mitglied im Beirat der Kurdischen Gemeinde Deutschland (KGD).

## Schriften (Auswahl)

### Als Autor
Aufsätze
- Lernen als Bildungserlebnis. Was ist Mathetik. In: Freie Schule Marburg e.V. (Hrsg.): 20 Jahre Freie Schule in Bewegung. Marburg 2006.
- Mauerquark. In: Fragen und Versuche. Zeitschrift der Freinet Kooperative, Jahrgang 33 (2009), Band 127, S. 51–55, ISSN 1432-900X
- Freie Alternativschulen. Eine kleine Zeitreise. In: Freies lernen Berlin e.V. (Hrsg.): Von der Idee zur Wirklichkeit. Ein Schulprojekt in 34 Beiträgen. Dublicon Verlag, Berlin, 2011, ISBN 978-3-936697-10-0.
- Breve storia delle scuole libere. In: Gli asini Nr.10. Rom 2012.
- Die Bürgerschule Wedding. In: Heim- und Erzieher-Zeitschrift (HEZ) Ausgabe 1–2/2015 S. 38ff.
- Free Alternativ Schools. In: Other Education. The Journal of Educational Alternatives, Band 4 (2015), Heft 2, S. 107–118, ISSN 2049-2162
- Pubblica, non statale. Le «scuole civiche» in Germania. In: Gli asini Nr. 26. Rom 2015, ISBN 978-88-6357-153-0.
- Alexander S. Neills pädagogischer Reformimpuls und die Alternativschulen der Gegenwart. In: Heiner Barz (Hrsg.): Handbuch Bildungsreform und Reformpädagogik. Wiesbaden 2018, ISBN 978-3-658-07490-6, S. 217–228.

Bücher
- Geschichte und Gegenwart Freier Alternativschulen. Eine Einführung. Verlag Klemm & Oelschläger, Ulm 2013, ISBN 978-3-86281-057-4.
- Kurdistan von Anfang an. Berlin 2019, ISBN 978-3-947765-00-3.
- Newroz. Kurmancî-Deutsch. Berlin 2022. ISBN 978-3-947765-02-7.

### Als Herausgeber
- Alternativschulen – Alternativen zur Schule. Verlag Klemm & Oelschläger, Ulm 2015, ISBN 978-3-86281-086-4.
- Ferhenga min – Mein erstes Wörterbuch. Kurmancî-Deutsch-Englisch. Berlin 2020, ISBN 978-3-947765-01-0.